# Minoru Fujita
Minoru Fujita (藤田 ミノル Fujita Minoru?) (5 de septiembre de 1977) es un luchador profesional japonés, famoso por su trabajo en varias empresas de Japón, entre las que destaca Pro Wrestling ZERO1.

## Carrera

### Big Japan Pro Wrestling (1997-1999)
A inicios de 1997, Fujita debutó en la lucha libre profesional en Big Japan Pro Wrestling, donde actuó como jobber durante alrededor de un año. Su estancia en esta empresa marcaría su violento estilo de lucha, que le caracterizaría durante los siguientes años de su carrera.
En 1999, después de años de competir en alternancia con BattlARTS y otras empresas, Fujita tuvo su último combate en BPW contra Tomoaki Honma.

### BattlARTS (1998-1999)
A la vez que en BPW, Fujita comenzó a aparecer en BattlARTS en 1998, formando un tag team con Ikuto Hidaka. Compitiendo solo en parejas, Minoru se enfrentó a varios de los mejores luchadores de la empresa, como Masaaki Mochizuki, Minoru Tanaka o Alexander Otsuka, haciendo además algunas apariciones en Toryumon Japan gracias a intercambios de talentos entre ambas promociones. A finales de año, tras haber conseguido poco éxito en el Tag Battle 1998, Hidaka y Fujita dejaron la empresa.

### Michinoku Pro Wrestling (1999-2000)
Después de salir de BPW y BattlARTS, Fujita hizo de Michinoku Pro Wrestling su principal base de actividades, compitiendo allí como heel.
En 2000, Fujita abandonó MPW junto con Gran Naniwa y otros luchadores, después de desacuerdos con la dirección.

### New Japan Pro Wrestling (2000-2003)
A inicios de 2000, Fujita fue contratado por New Japan Pro Wrestling. En ella, Minoru compitió extensamente en luchas contra varios de los principales miembros de NJPW del momento, así como en la liga Best Of The Super Juniors VII; sin embargo, Minoru no consiguió éxito durante este torneo, siendo liberado de su contrato poco después.
Más tarde, durante su carrera en Kaientai Dojo, Fujita y varios otros luchadores hicieron apariciones en NJPW. Minoru hizo equipo con TAKA Michinoku y Shinya Makabe para enfrentarse a equipos como Cho-Ten (Hiroyoshi Tenzan & Masahiro Chono) y Heat & Jushin Thunder Liger. Además, Fujita exigió enfrentarse a luchadores de peso pesado, lo que no le brindó demasiadas victorias, pero que le hizo más popular. A principios de 2003, Fujita llegó a ganar un combate contra Heat para enfrentarse a Koji Kanemoto por el IWGP Junior Heavyweight Championship, pero no logró la victoria. Más tarde, Minoru compitió en el torneo G2 U-30 Climax, en el que no consiguió ganar ningún combate. Sin embargo, la luchas de Fujita habían impresionado a Kanemoto, quien comenzó a hacer equipo con él. A su lado, Minoru logró una larga racha en la liga Best Of The Super Juniors X, en la que venció a Ryusuke Taguchi, AKIRA, Ebessan y Gedo, aunque de nuevo se vieron apartados del triunfo final. Después de ella, Fujita pasó el resto del año luchando en numerosos combates al lado de Koji y otros.

### Combat Zone Wrestling (2001)
En abril de 2001, Fujita fue enviado a la empresa de lucha libre estadounidense Combat Zone Wrestling, merced a un contrato firmado entre BJPW y CZW. Minoru se adaptó pronto al estilo de CZW, tan violento y hardcore como él mismo, y entró en un feudo con Reckless Youth, derrotándole en varias ocasiones. Fujita compitió también contra Low Ki, así como con Amazing Red.

### Kaientai Dojo (2002-2003)
En 2002, Minoru se unió a su maestro TAKA Michinoku en su recién fundada promoción Kaientai Dojo, donde debutó como un agresivo heel. Haciendo equipo con MIYAWAKI, Fujita consiguió numerosas victorias, compitiendo además en solitario para ganar el CLUB-K Super Take Tournament. Aliándose también con Daigoro Kashiwa, Fujita se enfrentó al principal face, TAKA Michinoku, y a sus aliados durante el resto del año. Durante 2003, sin embargo, Michinoku pasó a ser heel y se unió a ellos, oponiéndose ahora al nuevo as de Kaientai Dojo, Kengo Mashimo. Poco después, Fujita fue liberado de su contrato, y pasó ser freelance.

### Pro Wrestling ZERO-ONE / Pro Wrestling ZERO1-MAX / Pro Wrestling ZERO1 (2004-2011)
A finales de 2004, Fujita fue contratado por Shinya Hashimoto para su empresa Pro Wrestling ZERO-ONE, donde reformó su equipo con Ikuto Hidaka. El dúo, que consiguió gran éxito, recibió el nombre de "Skull and Bones".

### HUSTLE (2006-2010)
En 2006, Fujita fue contratado por HUSTLE para interpretar a Aka Onigumo, un gimmick en el que Minoru vestía un traje rojo y negro de aspecto arácnido y una máscara a juego. Formando parte del Monster Army, Aka Onigumo era capaz de utilizar telarañas en el ring para inmovilizar a sus oponentes y facilitar sus victorias, e hizo equipo sobre todo con sus homólogos Ao Onigumo & Enji Onigumo.

### All Japan Pro Wrestling (2009-2010)
En octubre de 2009, Fujita fue traído a All Japan Pro Wrestling por el grupo GURENTAI (Minoru Suzuki, Yoshihiro Takayama, Taiyo Kea, NOSAWA Rongai, MAZADA & TAKEMURA), quien le incorporó a sus filas bajo el nombre de FUJITA, que ya había sido usado por Minoru como miembro de Tokyo Gurentai.
Después de la disolución del grupo, NOSAWA volvió a reformar Tokyo Gurentai, y Fujita continuó haciendo equipo con ellos. En una de sus apariciones en grupo, Tokyo Gurentai consiguió el UWA World Trios Championship en Dramatic Dream Team al derrotar a Danshoku Dino, Hikaru Sato & Masa Takanashi. El trío retuvo el campeonato durante un tour por varias empresas independientes, perdiéndolo brevemente en Osaka Pro Wrestling ante Kanjyuro Matsuyama, Ebessan III & Kuishinbo Kamen, pero volviéndolo a recuperar contra ellos días más tarde. Mucho después, en 2010, Tokyo Gurentai perdió el título ante un equipo de DDT compuesto por Hikaru Sato, Keisuke Ishii & YOSHIHIKO.

### Dramatic Dream Team (2010)
A mediados de 2011, Fujita comenzó a aparecer en Dramatic Dream Team a tiempo completo, siendo el siguiente luchador en utilizar la máscara y el nombre de HERO! después de HARASHIMA, con quien formó equipo.

## En lucha
- Movimientos finales
  - Fujita Driver[1][2][3] (Sitout scoop slam piledriver)[1]
  - Fujita Driver II[1][3] / Sasuke Damashi Segway[3] (Cutthroat scoop brainbuster)
  - Sasuke Damashi[3] (Cutthroat lifting DDT)
  - Sayonara[2] (Kneeling belly to belly piledriver)[2]
  - BONEYARD[1][2][3] (Single leg Boston crab facelock)

- Movimientos de firma
  - Cross armbar
  - Diving splash
  - Dragon screw, a veces desde una posición elevada
  - Dropkick,[1] a veces desde una posición elevada
  - Enzuigiri[1][4]
  - Facewash[1]
  - Hurricanrana, a veces a un oponente elevado[3]
  - Jumping cutter[2]
  - Kimura armlock
  - Kip-up
  - Lifting DDT
  - Múltiples leg drops
  - Rolling cradle pin
  - Rope aided enzuigiri a un oponente sentado en la tercera cuerda
  - Running elbow smash a un oponente arrinconado[1]
  - Running leaping lariat
  - Scissors kick[4]
  - Snap DDT
  - Sole kick
  - Suicide dive[1][4]
  - Tilt-a-whirl headscissors takedown
  - Varios tipos de suplex:
    - Bridging full Nelson[1]
    - Bridging German[1]
    - Bridging northern lights[1]
    - Exploder
    - Vertical, a veces desde una posición elevada

## Campeonatos y logros
- Dramatic Dream Team
  - DDT KO-D Tag Team Championship (1 vez) – con HARASHIMA
  - UWA World Trios Championship (1 vez) - con MAZADA & NOSAWA Rongai

- International Wrestling Association
  - IWA World Junior Heavyweight Championship (1 vez)

- Kaientai Dojo
  - CLUB-K Super Take Tournament (2002)

- Kohaku Wrestling Wars
  - UWA World Tag Team Championship (1 vez) - con Masamune

- Osaka Pro Wrestling
  - UWA World Trios Championship (1 vez) - con MAZADA & NOSAWA Rongai

- Pro Wrestling NOAH
  - GHC Junior Heavyweight Tag Team Championship (1 vez) - con Ikuto Hidaka

- Pro Wrestling WORLD-1
  - PWF Universal Tag Team Championship (1 vez) - con Ikuto Hidaka

- Pro Wrestling ZERO1
  - AWA World Junior Heavyweight Championship (1 vez)
  - NWA Intercontinental Tag Team Championship (2 veces) - con Ikuto Hidaka (1) y Takuya Sugawara (1)
  - NWA International Lightweight Tag Team Championship (2 veces) - con Ikuto Hidaka (1) y Takuya Sugawara (1)
  - WDB Tag Team Championship (1 vez) - con Saki Maemura
  - Tenkaichi Jr. (2006)
  - Passion Cup Tag Tournament (2007) - con Takuya Sugawara

- Tokyo Gurentai Produce
  - Tokyo World Heavyweight Championship (1 vez)

- Pro Wrestling Illustrated
  - Situado en el N°138 en los PWI 500 de 2001[5]
  - Situado en el N°166 en los PWI 500 de 2002[6]
  - Situado en el N°248 en los PWI 500 de 2003[7]
  - Situado en el N°81 en los PWI 500 de 2006[8]
  - Situado en el N°237 en los PWI 500 de 2008[9]

- Tokyo Sports Grand Prix
  - Equipo del año (2005) - con Ikuto Hidaka compartido con Keiji Muto & Akebono